# Football League Cup 2001-2002
La Football League Cup 2001-2002, conosciuta anche con il nome di Worthington Cup per motivi di sponsorizzazione, è stata la 42ª edizione del terzo torneo calcistico più importante del calcio inglese, la 36ª in finale unica. La manifestazione, ebbe inizio il 20 agosto 2001 e si concluse il 26 febbraio 2002 con la finale del Millennium Stadium di Cardiff, sede scelta per ospitare l'evento, in attesa della conclusione dei lavori di ristrutturazione del nuovo Wembley.
Il trofeo fu vinto dal Blackburn Rovers, che nell'atto conclusivo si impose sul Tottenham Hotspur con il punteggio di 2-1.

## Formula
La Football League Cup era riservata alle 20 squadre della Premier League e alle 72 della Football League. Ogni turno della competizione è composto da scontri ad eliminazione diretta, ad esclusione delle semifinali che si compongono di due match dove la squadra con il miglior risultato combinato accede in finale. Se al termine di ogni partita o se il risultato combinato delle semifinali è identico, vengono giocati i tempi supplementari. Se anche al termine dei tempi supplementari il punteggio è ancora in parità, si passa ai calci di rigore.
|                              | Squadre che entrano in questo turno                                                                             | Squadre qualificate dal turno precedente    |
| ---------------------------- | --- | ------------------------------------------- |
| Primo turno (70 squadre)     | - 24 squadre dalla Third Division - 24 squadre dalla Second Division - 22 squadre dalla First Division          |                                             |
| Secondo turno (50 squadre)   | - 2 squadre dalla First Division - 13 squadre dalla Premier League (non partecipanti alle competizioni europee) | - 35 squadre vincitrici del primo turno     |
| Terzo turno (32 squadre)     | - 7 squadre dalla Premier League (partecipanti alle competizioni europee)                                       | - 25 squadre vincitrici del secondo turno   |
| Quarto turno (16 squadre)    | | - 16 squadre vincitrici del terzo turno     |
| Quarti di finale (8 squadre) | | - 8 squadre vincitrici del quarto turno     |
| Semifinali (4 squadre)       | | - 4 squadre vincitrici dei quarti di finale |
| Finale (2 squadre)           | | - 2 squadre vincitrici delle semifinali     |

## Primo turno
| Squadra 1         | Risultato       | Squadra 2          |
| ----------------- | --------------- | ------------------ |
| 20 agosto 2001    |                 |                    |
| Darlington        | 0 - 1           | Sheffield Utd      |
| Hartlepool Utd    | 0 - 2           | Nottingham Forest  |
| Scunthorpe Utd    | 0 - 2           | Rotherham Utd      |
| 21 agosto 2001    |                 |                    |
| Barnsley          | 2 - 0           | Halifax Town       |
| Blackpool         | 3 - 2           | Wigan              |
| Bournemouth       | 0 - 2           | Torquay Utd        |
| Brentford         | 1 - 0           | Norwich City       |
| Brighton          | 2 - 1           | Wimbledon FC       |
| Bristol City      | 2 - 1           | Cheltenham Town    |
| Burnley           | 2 - 3           | Rushden & Diamonds |
| Bury              | 1 - 3           | Sheffield Weds     |
| Exeter City       | 0 - 1           | Walsall            |
| Grimsby Town      | 2 - 1           | Lincoln City       |
| Huddersfield Town | 0 - 1           | Rochdale           |
| Kidderminster     | 2 - 3 (d.t.s.)  | Preston N.E.       |
| Leyton Orient     | 2 - 4           | Crystal Palace     |
| Macclesfield Town | 1 - 2 (d.t.s.)  | Bradford City      |
| Mansfield Town    | 3 - 4           | Notts County       |
| Millwall          | 2 - 1           | Cardiff City       |
| Northampton Town  | 2 - 1 (d.t.s.)  | QPR                |
| Oxford Utd        | 2 - 1 (d.t.s.)  | Gillingham         |
| Port Vale         | 2 - 1           | Chesterfield       |
| Portsmouth        | 1 - 2           | Colchester Utd     |
| Reading           | 4 - 0           | Luton Town         |
| Stockport County  | 3 - 0           | Carlisle Utd       |
| Swansea City      | 0 - 2           | Peterborough Utd   |
| Tranmere          | 3 - 1           | Shrewsbury Town    |
| Watford           | 1 - 0           | Plymouth           |
| Wrexham           | 2 - 3           | Hull City          |
| Wycombe           | 0 - 1           | Bristol Rovers     |
| York City         | 2 - 2 (5-6 dtr) | Crewe Alexandra    |
| 22 agosto 2001    |                 |                    |
| Birmingham City   | 3 - 0           | Southend Utd       |
| Cambridge Utd     | 1 - 1 (3-4 dtr) | West Bromwich      |
| Stoke City        | 0 - 0 (5-6 dtr) | Oldham Athletic    |
| Wolverhampton     | 1 - 2           | Swindon Town       |

## Secondo turno
| Squadra 1         | Risultato       | Squadra 2          |
| ----------------- | --------------- | ------------------ |
| 10 settembre 2001 |                 |                    |
| Blackpool         | 0 - 1           | Leicester City     |
| 11 settembre 2001 |                 |                    |
| Bolton            | 4 - 3 (d.t.s.)  | Walsall            |
| Brighton          | 0 - 3           | Southampton        |
| Bristol Rovers    | 0 - 3           | Birmingham City    |
| Colchester Utd    | 1 - 3           | Barnsley           |
| Crewe Alexandra   | 2 - 0 (d.t.s.)  | Rushden & Diamonds |
| Gillingham        | 2 - 1           | Millwall           |
| Grimsby Town      | 3 - 3 (4-2 dtr) | Sheffield Utd      |
| Middlesbrough     | 3 - 1           | Northampton Town   |
| Notts County      | 2 - 4 (d.t.s.)  | Manchester City    |
| Peterborough Utd  | 2 - 2 (2-4 dtr) | Coventry City      |
| Reading           | 0 - 0 (6-5 dtr) | West Ham Utd       |
| Rochdale          | 2 - 2 (5-6 dtr) | Fulham             |
| Rotherham Utd     | 0 - 4           | Bradford City      |
| Tranmere          | 4 - 1           | Preston N.E.       |
| West Bromwich     | 2 - 0 (d.t.s.)  | Swindon Town       |
| 12 settembre 2001 |                 |                    |
| Blackburn         | 2 - 0           | Oldham Athletic    |
| Bristol City      | 2 - 3           | Watford            |
| Charlton          | 2 - 0           | Port Vale          |
| Derby County      | 3 - 0           | Hull City          |
| Everton           | 1 - 1 (4-5 dtr) | Crystal Palace     |
| Newcastle Utd     | 4 - 1 (d.t.s.)  | Brentford          |
| Nottingham Forest | 1 - 1 (8-7 dtr) | Stockport County   |
| Sheffield Weds    | 4 - 2 (d.t.s.)  | Sunderland         |
| 13 settembre 2001 |                 |                    |
| Tottenham         | 2 - 0           | Torquay Utd        |

## Terzo turno
| Squadra 1       | Risultato       | Squadra 2         |
| --------------- | --------------- | ----------------- |
| 8 ottobre 2001  |                 |                   |
| Bolton          | 1 - 0           | Nottingham Forest |
| 9 ottobre 2001  |                 |                   |
| Barnsley        | 0 - 1           | Newcastle Utd     |
| Coventry City   | 0 - 2           | Chelsea           |
| Crewe Alexandra | 2 - 3           | Ipswich Town      |
| Gillingham      | 0 - 2           | Southampton       |
| Leicester City  | 0 - 6           | Leeds Utd         |
| Liverpool       | 1 - 2 (d.t.s.)  | Grimsby Town      |
| Tranmere        | 0 - 4           | Tottenham         |
| Watford         | 4 - 1           | Bradford City     |
| West Bromwich   | 0 - 1           | Charlton          |
| 10 ottobre 2001 |                 |                   |
| Aston Villa     | 1 - 0           | Reading           |
| Blackburn       | 2 - 1 (d.t.s.)  | Middlesbrough     |
| Fulham          | 5 - 2           | Derby County      |
| Manchester City | 6 - 0           | Birmingham City   |
| Sheffield Weds  | 2 - 2 (3-1 dtr) | Crystal Palace    |
| 5 novembre 2001 |                 |                   |
| Arsenal         | 4 - 0           | Manchester Utd    |

## Quarto turno
| Squadra 1        | Risultato       | Squadra 2       |
| ---------------- | --------------- | --------------- |
| 26 novembre 2001 |                 |                 |
| Watford          | 3 - 2 (d.t.s.)  | Charlton        |
| 27 novembre 2001 |                 |                 |
| Arsenal          | 2 - 0           | Grimsby Town    |
| Bolton           | 2 - 2 (6-5 dtr) | Southampton     |
| Newcastle Utd    | 4 - 1           | Ipswich Town    |
| 28 novembre 2001 |                 |                 |
| Aston Villa      | 0 - 1           | Sheffield Weds  |
| Blackburn        | 2 - 0           | Manchester City |
| Fulham           | 1 - 2           | Tottenham       |
| Leeds Utd        | 0 - 2           | Chelsea         |

## Quarti di finale
| Squadra 1        | Risultato | Squadra 2     |
| ---------------- | --------- | ------------- |
| 11 dicembre 2001 |           |               |
| Blackburn        | 4 - 0     | Arsenal       |
| Tottenham        | 6 - 0     | Bolton        |
| 12 dicembre 2001 |           |               |
| Chelsea          | 1 - 0     | Newcastle Utd |
| 19 dicembre 2001 |           |               |
| Sheffield Weds   | 4 - 0     | Watford       |

## Semifinali
| Squadra 1      | Totale | Squadra 2 | Andata         | Ritorno         |
| -------------- | ------ | --------- | -------------- | --------------- |
|                |        |           | 8 gennaio 2002 | 22 gennaio 2002 |
| Sheffield Weds | 3 - 6  | Blackburn | 1 - 2          | 2 - 4           |
|                |        |           | 9 gennaio 2002 | 23 gennaio 2002 |
| Chelsea        | 3 - 6  | Tottenham | 2 - 1          | 1 - 5           |

## Finale
| Arbitro: | Graham Poll |

|                     |           |           |
| Jansen 25’ Cole 69’ | Marcatori | 33’ Ziege |

| Blackburn Rovers | Tottenham Hotspur |

| BLACKBURN ROVERS |    |                     |  |     |
|                  |    |                     |  |     |
| P                | 1  | Brad Friedel        |  |     |
| D                | 28 | Martin Taylor       |  |     |
| D                | 4  | Henning Berg (C)    |  |     |
| D                | 14 | Nils-Eric Johansson |  |     |
| D                | 5  | Stig Inge Bjørnebye |  |     |
| C                | 18 | Keith Gillespie     |  | 75’ |
| C                | 8  | David Dunn          |  |     |
| C                | 12 | Mark Hughes         |  |     |
| C                | 11 | Damien Duff         |  |     |
| A                | 10 | Matt Jansen         |  | 74’ |
| A                | 9  | Andy Cole           |  |     |
| A disposizione:  |    |                     |  |     |
| P                | 27 | Alan Miller         |  |     |
| D                | 2  | John Curtis         |  |     |
| C                | 15 | Craig Hignett       |  | 75’ |
| C                | 16 | Alan Mahon          |  |     |
| A                | 17 | Yordi               |  | 74’ |
| Manager:         |    |                     |  |     |
| Graeme Souness   |    |                     |  |     |

| TOTTENHAM HOTSPUR |    |                   |             |     |
|                   |    |                   |             |     |
| P                 | 1  | Neil Sullivan     |             |     |
| D                 | 3  | Mauricio Taricco  | Ammonizione | 79’ |
| D                 | 26 | Ledley King       |             |     |
| D                 | 6  | Christopher Perry |             |     |
| D                 | 18 | Ben Thatcher      |             |     |
| C                 | 23 | Christian Ziege   | Ammonizione |     |
| C                 | 8  | Tim Sherwood      | Ammonizione |     |
| C                 | 14 | Gustavo Poyet     |             | 84’ |
| C                 | 7  | Darren Anderton   |             |     |
| A                 | 9  | Les Ferdinand     |             |     |
| A                 | 10 | Teddy Sheringham  |             |     |
| A disposizione:   |    |                   |             |     |
| P                 | 13 | Kasey Keller      |             |     |
| D                 | 30 | Anthony Gardner   |             |     |
| C                 | 29 | Simon Davies      |             | 79’ |
| A                 | 11 | Serhiy Rebrov     |             |     |
| A                 | 16 | Steffen Iversen   |             | 84’ |
| Manager:          |    |                   |             |     |
| Glenn Hoddle      |    |                   |             |     |